# 南阳师范学院
南阳师范学院，是一所位于中华人民共和国河南省南阳市的师范类本科大学，学院的前身是于清朝末年1907年由任学椿创办的南阳县师范传习所。

## 校史沿革
清朝末年確立新學制，中國各地紛紛興辦學堂，1907年，舉人任學椿創辦了南陽縣師範傳習所，乃建校之始，其後曾先後改名師範短訓班、南陽縣立師範、南陽縣立簡易鄉村師範，校址亦幾經遷移，經歷國共內戰南遷。1948年6月30日，河南省人民政府批准在南設立師範學校一所，初時掛在省立南陽中學作為師範班，直至1951年才脫離中學，正式成立河南省立南陽師範學校。1957年與南陽第二師範學校合併，翌年易名南陽師範專科學校，1992年再更名為南陽高等師範專科學校。2003年3月，中华人民共和国国务院批准，與南陽教育學院合併為南陽師範學院，成為南陽市第一所省屬全日制本科高等學校。

## 外部連結
- 南陽師範學院官方網站（页面存档备份，存于）